# Pardirallus
A  Pardirallus a madarak osztályának darualakúak (Gruiformes) rendjébe és a  guvatfélék (Rallidae) családjába tartozó nem. Eredetileg a Rallus nembe sorolták ezeket a fajokat is.

## Rendszerezésük
A nemet Charles Lucien Jules Laurent Bonaparte francia ornitológus írta le 1856-ban, az alábbi fajok tartoznak ide:
- foltos guvat (Pardirallus maculatus)
- özvegy guvat (Pardirallus nigricans)
- szürke guvat (Pardirallus sanguinolentus)

## Előfordulásuk
Észak-Amerika északi részét kivéve, egész Amerika területén honosak. Természetes élőhelyeik az édesvízi mocsarak, lápok és tavak.

## Megjelenésük
Testhosszuk 28-38 centiméter körüli.